# Phaiomys leucurus
Phaiomys leucurus es una especie de roedor de la familia Cricetidae.

## Distribución geográfica
Se encuentra en China e India. 